# Donoual de Tinténiac
Donoual de Tinténiac, ou Donoal de Tinténiac, était un chevalier qui devint seigneur de Tinténiac durant le XIe siècle, lorsqu'Adèle, sœur d'Alain III de Bretagne et première abbesse de la nouvelle Abbaye Saint-Georges de Rennes édifiée pour elle, le nomme pour son fief de Tinténiac afin qu'il le fortifie et le défende. C'est pour remplir cette fonction qu'il fit construire le château de Montmuran, dans la commune des Iffs.